# Variéty
Albums de Rita Mitsouko
En concert avec l'Orchestre Lamoureux
(2004) -
Variéty est le septième et dernier album studio des Rita Mitsouko, sorti en 2007. Fred Chichin meurt la même année d'un cancer foudroyant en novembre, soit quelques mois à peine après la sortie du disque.

## Historique
L'album est réalisé sous la houlette de Mark Plati et sort cinq ans après le précédent opus du groupe, La Femme trombone.
Cet album s'est classé no 3 au top album en France et no 36 en Suisse.

## Liste des titres de l'album
| No  | Titre                                                                 | Durée |
| --- | --------------------------------------------------------------------- | ----- |
| 1.  | L'Ami ennemi                                                          | 3:53  |
| 2.  | Communiqueur d'amour                                                  | 3:47  |
| 3.  | Rêverie                                                               | 3:37  |
| 4.  | Berceuse                                                              | 2:44  |
| 5.  | Même si                                                               | 3:33  |
| 6.  | Rendez-vous avec moi-même                                             | 4:20  |
| 7.  | She's a chameleon                                                     | 3:47  |
| 8.  | Soir de peine                                                         | 3:16  |
| 9.  | Badluck queen                                                         | 4:23  |
| 10. | Ma vieille ville                                                      | 3:31  |
| 11. | Ding dang dong (Ringing at Your Bell)                                 | 3:40  |
| 12. | Terminal beauty (avec Serj Tankian)                                   | 4:03  |
| 13. | Berceuse (version chinois mandarin, uniquement sur l'édition limitée) | 2:44  |
| 14. | Communic'hearts in love (uniquement sur l'édition limitée)            | 3:48  |
| 15. | Terminal Beauté (uniquement sur l'édition limitée)                    | 3:49  |

## Variety (version anglaise)
| No  | Titre                                 | Durée |
| --- | ------------------------------------- | ----- |
| 1.  | So Called Friend                      | 3:53  |
| 2.  | Communic' Hearts in Love              | 3:46  |
| 3.  | Daydream                              | 3:37  |
| 4.  | Lullaby                               | 2:44  |
| 5.  | Even If (Même Si)                     | 3:32  |
| 6.  | Big Bone to Chew                      | 4:20  |
| 7.  | She's a Chameleon                     | 3:46  |
| 8.  | Time You Call                         | 3:16  |
| 9.  | Badluck Queen                         | 4:22  |
| 10. | Paris (France)                        | 3:31  |
| 11. | Ding Dang Dong (Rolling on the Floor) | 3:40  |
| 12. | Terminal Beauty (avec Serj Tankian)   | 4:03  |
| 13. | Soir de peine ((bonus track))         | 2:44  |
| 14. | Ma vieille ville ((bonus track))      | 3:48  |

## Singles
- Communiqueur d'amour - 2007
- Ding dang dong - 2007
- Même si - 2007
- L'Ami ennemi  - 2008
- Rendez-vous avec moi-même  - 2008

## Musiciens
- Catherine Ringer : voix (1,2,3,4,5,6,7,8,9,10,11,12) , basse(1,6) , harmonica (2,6) , mandoline(2), guitare acoustique (4), piano (12)
- Fred Chichin : guitares acoustique et électrique (1,2,3,4,5,6,7,8,9,10,11,12), claviers (1,2,3,4,5,7,8,12), chœurs (3,10), piano (12)
- Ged Lynch : batterie, percussions (1,2,3,4,5,6,7,8,9,10,11,12)
- Mark Plati : guitare acoustique (1,2,3,5,6,7,9,11), guitare électrique (11), basse (2,3,5,9,11), piano (2,5,9,10), piano Rhodes (3), flûte Mellotron (4), orgue Hammond B3 (6,7), clavinet (9), guitare Leslie (10), orgue (10), claviers (11)
- Iso Diop : guitare archet (2), basse (4,6,8), guitare électrique (4), mandoline (4), guitare ténor (7)
- Azzdin : guitare acoustique (3), claviers (11)
- Ginger Ringer : chœurs (3,5,7,8,9,10)
- Franck Duchène : scie (4), synthé (10), mellotron (10)
- Dave Eggar : violoncelle (10)
- Simon Clarke : saxophone alto (11)
- Serj Tankian : voix (12)
- Conrad Korsh : contrebasse (12)

## Crédits
- Produit par Mark Plati et les Rita Mitsouko
- Enregistré par Mark Plati et Florian Lagatta au studio Gang, Paris
- Enregistré par Azzdin et Fred Chichin au studio SIX, Paris
- Enregistrement additionnel à Alice's Restaurant, New York
- Mixé par Mark Plati à Mayfair Studio, Londres
- Assistant : Andrew Rugg
- Masterisé par Adam Ayan à Gateway Mastering Studio, Portland